# Castorocauda
Castorocauda är ett släkte av små utdöda däggdjur som levde delvis i vattnet under juraperioden, för cirka 164 miljoner år sedan. Fossil hittades i sediment av en sjö i Inre Mongoliet. Släktet innehåller den enda kända arten Castorocauda lutrasimilis. De var högt specialiserade genom en konvergent anpassning liksom moderna däggdjur som bäver, utter, och näbbdjuret som delvis lever i vattnet.